# Йогансен Алла Вікентіївна
Алла Вікентіївна Гербурт-Гейбович, у шлюбі Йогансен (14 (27) грудня 1901, Харків, Україна — 27 квітня 1993, Мюнхен, Німеччина) — українська художниця (живописиця, графік, ілюстраторка), скульпторка, письменниця, поетка, перекладачка та вчителька. Діячка української діаспори в США, виконувала роботи на тему Голодомору в Україні (1932—1933).

## Біографія
Народилася у сім'ї українського дворянина Вікентія Фоміча Гербург-Гейбовича, статського радника, ад'юнкт-професора Харківського технологічного інституту.
У 1929 році закінчила Харківський художній інститут. Навчалася у Івана Падалки.
З 1930-х років — активна учасниця літературно-мистецького життя у Харкові. Мешкала у відомому харківському будинку «Слово».
Була у шлюбі з українським письменником Майком Йогансеном. У 1923 році народила сина (Гай Михайлович Йогансен). у 1935 розлучилися.
У шлюбі з художником Михайлом Бойчуком народила в 1935 році в Харкові доньку Ганну, у майбутньому — журналістку Радіо Свобода. Онуки (діти Ганни) — Галина (р.р.1967) та Максим (р.р.1969).
Восени 1938, рятуючись від репресій, поїхала з дітьми з Києва до Москви (де тимчасово жила у В. Дражевської), а потім до Московської області. Працювала вчителькою малювання та каліграфії у педагогічному училищі, шила костюми та оформляла декорації для місцевих театрів. Після початку Другої світової війни 1941 року повернулася спочатку до Житомира, де набула статусу «фольксдойче», потім до Києва, а восени 1943 року емігрувала до Німеччини (Мюнхен) разом з донькою Ганною, сином Гаєм та сім'ями своїх давніх подруг, літературознавиці Любові та художниці Віри Дражевських. На еміграції вчителювала в українських гімназіях Мюнхена (1951—1964).
Співпрацювала з Демократичним об'єднанням колишніх українських репресованих, була членом Об'єднання українок, Спілки художників Мюнхена та Південної Баварії (1973).
Похована на Цвинтарі Святого Андрія в Саут-Баунд-Брук, штат Нью-Джерсі, США .

## Творчість
Дитяча художниця та дитяча письменниця. Авторка повістей та оповідань для дітей та підлітків.
Художниця, авторка натюрмортів, листівок, скульптурних композицій. Ілюстраторка.

## Вибрані літературні твори
- «Гнатові пригоди» (1927),
- «Штани капітана Вілза» (1928),
- «Сагібова подяка» (1929),
- «Китайські рибки» (1929),
- «Вирізалочка» (Дитвидав, 1935),
- «Задачі-забавки» (Харків ; Одеса: Дитвидав, 1934),
- «Розфарбуй» (Одеса: Дитвидав, 1935)

## Вибрані мальовничі роботи
- «Квіти»,
- «Маки»,
- «Рибки»
- листівки «Початок голоду в Україні», «Не сміємо забувати про голодне Різдво 1932 року в Україні», «Застеляйте столи…», «Ялинка», «Христос воскрес!»
- скульптурна композиція «Голод».